# Mitsuki Ichihara
Mitsuki Ichihara (市原 充喜 Ichihara Mitsuki?), född 31 januari 1986 i Chiba prefektur, är en japansk före detta fotbollsspelare.
Ichihara började sin karriär 2004 i JEF United Ichihara (JEF United Chiba). Med JEF United Chiba vann han japanska ligacupen 2005 och 2006.